# ヴィリ・レシュケ
ヴィリ・レシュケ（Willi Reschke, 1922年2月3日 - 2017年7月5日）はドイツ空軍の軍人。最終階級は飛行兵曹長。第二次世界大戦では総撃墜数26機を記録したエース・パイロットであり、その戦功から騎士鉄十字章を受章した。フォッケウルフ Ta152操縦者。

## 叙勲
- パイロット章
- 空軍前線飛行章
- 戦傷章
  - 戦傷章黒章
- ドイツ十字章
  - ドイツ十字章金章 (1945年3月13日)
- 鉄十字章
  - 二級鉄十字勲章1939年章
  - 一級鉄十字勲章1939年章
- 騎士鉄十字章
  - 騎士鉄十字章 (1945年4月20日)